# Lamelligomphus trinus
Lamelligomphus trinus là loài chuồn chuồn trong họ Gomphidae. Loài này được Navás mô tả khoa học đầu tiên năm 1936.